# Terminal 3
"Terminal 3" foi canção que representou a Irlanda no Festival Eurovisão da Canção 1984, interpretada em língua inglesa por Linda Martin.
A canção tinha letra e música de Johnny Logan e foi orquestrada por Noel Kelehan.
Na canção, Martin canta acerca dos seus sentimentos enquanto esperava o seu amado no desembarque de um voo dos Estados Unidos da América. Ela canta que os seus sentimentos por ele não tinham mudado e tem a esperança de que o mesmo seja verdade para ele "Mesmo que ele tenha estado longe". O motivo central da canção é o  "Terminal 3" do Aeroporto de Heathrow, em Londres. Johnny Logan admitiu que a canção tem esse título porque foi escrita, quando ele se encontrava no Terminal do Aeroporto de Heathrow.
A canção irlandesa foi a nona a desfilar na noite do evento, a seguir à canção belga "Avanti La Vie interpretada por Jacques Zegers e antes da canção dinamarquesa "Det' lige det" , interpretada pelos Hot Eyes. No final da votação, a canção recebeu 137 pontos e classificou-se em segundo lugar, atrás da canção sueca.